# NGC 6513
NGC 6513 (другие обозначения — UGC 11078, MCG 4-42-18, ZWG 141.38, PGC 61235) — линзообразная галактика (SB0) в созвездии Геркулес.
Этот объект входит в число перечисленных в оригинальной редакции «Нового общего каталога».